# Шёльд, Ларс-Эрик
Ларс-Эрик «Сельма» Шёльд (швед. Lars-Erik "Selma" Skiöld ; 19 марта 1952, Мальмё — 21 мая 2017, Мальмё) — шведский борец греко-римского стиля, призёр Олимпийских игр, призёр чемпионата мира, чемпион Европы, девятикратный чемпион Швеции (1971—1978, 1980). Также футболист, одновременно с борцовской карьерой играл за клуб второго дивизиона «ИФК Мальмё»

## Биография
В детстве занимался футболом и лишь в 1967 году стал заниматься борьбой по предложению друга . Всего через год, в 1968 году, стал чемпионом Северных стран среди юниоров, в 1969 повторил успех, а также стал вице-чемпионом мира среди юниоров. В 1970 году победил на чемпионате Европы в возрастной категории Espoir, в 1971 году на чемпионате Северных стран занял первое место среди взрослых. В 1972 году снова стал чемпионом Европы в возрастной категории Espoir и вновь стал первым на чемпионате Северных стран среди взрослых. В 1973 году остался шестым на чемпионате мира. В 1974 выиграл чемпионат Северных стран, был четвёртым на Гран-при Германии, пятым на чемпионате мира и шестым на чемпионате Европы. В 1975 году выиграл чемпионат Северных стран, завоевал бронзовую медаль чемпионата Европы и серебряную на Гран-при Германии. В 1976 году стал чемпионом Европы, чемпионом Северных стран, а на Гран-при Германии был лишь девятым.
На Летних Олимпийских играх 1976 года в Монреале боролся в категории до 68 килограммов (лёгкий вес). Выбывание из турнира проходило по мере накопления штрафных баллов. За чистую победу штрафные баллы не начислялись, за победу за явным преимуществом начислялось 0,5 штрафных балла, за победу по очкам 1 штрафной балл, за ничью 2 или 2,5 штрафных балла, за поражение по очкам 3 балла, поражение за явным преимуществом 3,5 балла, чистое поражение — 4 балла. Если борец набирал 6 или более штрафных баллов, он выбывал из турнира. Титул оспаривал 21 борец.
Несмотря на неожиданное чистое поражение в первой же встрече, шведский борец дальше двигался отлично и, начав с четырёх штрафных баллов, сумел добраться до финальных встреч, хотя и почти без шансов на первое место. В любом случае медаль ему обеспечивала только победа в своей встрече, но он уступил и остался за чертой призёров на четвёртом месте.
| Выступление на Олимпийских играх 1976 года | Выступление на Олимпийских играх 1976 года | Выступление на Олимпийских играх 1976 года   | Выступление на Олимпийских играх 1976 года | Выступление на Олимпийских играх 1976 года | Выступление на Олимпийских играх 1976 года | Выступление на Олимпийских играх 1976 года | Выступление на Олимпийских играх 1976 года |
| Круг                                       | Соперник                                   | Страна                                       | Результат                                  | Счёт                                       | Баллы                                      | Всего баллов                               | Время схватки                              |
| ------------------------------------------ | ------------------------------------------ | -------------------------------------------- | ------------------------------------------ | ------------------------------------------ | ------------------------------------------ | ------------------------------------------ | ------------------------------------------ |
| 1                                          | Марко Юли-Исотало                          | Финляндия                                    | Поражение                                  | Туше                                       | -4                                         | -4                                         | 5:32                                       |
| 2                                          | Джавар Ализаде Колкеши                     | Иран                                         | Победа                                     | 22-8 За явным преимуществом                | 0                                          | -4                                         | 9:00                                       |
| 3                                          | Ференц Тома                                | Венгрия                                      | Победа                                     | 13-2 За явным преимуществом                | -0,5                                       | -4,5                                       | 9:00                                       |
| 4                                          | Эрол Мутлу                                 | Турция                                       | Победа                                     | 10-7                                       | -1                                         | -5,5                                       | 9:00                                       |
| 5                                          | Манфред Шёндорфер                          | Федеративная Республика Германии (1949—1990) | Победа                                     | Туше                                       | 0                                          | -5,5                                       | 4:54                                       |
| Финал                                      | Штефан Русу                                | Румыния                                      | Поражение                                  | Дисквалификация                            |                                            |                                            | 6:53                                       |

В 1977 году завоевал серебряную медаль чемпионата мира и такую же на чемпионате Северных стран. В 1978 году вернул себе звание сильнейшего Северных стран. В 1980 году на чемпионате Европы был только восьмым.
На Летних Олимпийских играх 1980 года в Москве боролся в категории до 68 килограммов (лёгкий вес). Регламент остался почти тем же. Титул оспаривали 15 человек.
Ларс-Эрик Шёльд успешно дошёл до финала. Вместе с ним в финал вышли румын Штефан Русу и поляк Анджей Супрон, которые друг с другом в предварительных схватках не встречались, поэтому требовалось провести все три встречи. В первой встрече финала Супрон на четвёртой минуте уложил на лопатки Шёльда;  во второй встрече с минимальным счётом уступил Штефану Русу. Судьба золотой медали зависела от последней встречи Шёльда и Русу, однако победа Шёльда с любым счётом выводила на первое место Супрона, а Шёльд был бы серебряным призёром. Однако Русу победил и Шёльда, таким образом Шёльд остался на третьем месте.
| Выступление на Олимпийских играх 1980 года | Выступление на Олимпийских играх 1980 года | Выступление на Олимпийских играх 1980 года | Выступление на Олимпийских играх 1980 года | Выступление на Олимпийских играх 1980 года | Выступление на Олимпийских играх 1980 года | Выступление на Олимпийских играх 1980 года | Выступление на Олимпийских играх 1980 года |
| Круг                                       | Соперник                                   | Страна                                     | Результат                                  | Счёт                                       | Баллы                                      | Всего баллов                               | Время схватки                              |
| ------------------------------------------ | ------------------------------------------ | ------------------------------------------ | ------------------------------------------ | ------------------------------------------ | ------------------------------------------ | ------------------------------------------ | ------------------------------------------ |
| 1                                          | Рейнхард Хартманн                          | Австрия                                    | Победа                                     | Туше                                       | 0                                          | 0                                          | 4:01                                       |
| 2                                          | Мохаммед Мустафа Махмуд                    | Иран                                       | Победа                                     | Дисквалификация                            | 0                                          | 0                                          | 5:07                                       |
| 3                                          |                                            |                                            |                                            |                                            |                                            |                                            |                                            |
| 4                                          | Иван Атанасов                              | Болгария                                   | Победа                                     | 10-10 (по дополнительным критериям)        | -1                                         | -1                                         | 9:00                                       |
| 5                                          | Буяндэлгэрийн Болд                         | Монголия                                   | Победа                                     | Туше                                       | 0                                          | -1                                         | 3:34                                       |
| Финал (встреча 1)                          | Анджей Супрон                              | Польша                                     | Поражение                                  | Туше                                       | -4                                         | -4                                         | 3:08                                       |
| Финал (встреча 3)                          |                                            |                                            |                                            |                                            | -4                                         | -4                                         |                                            |
| Финал (встреча 3)                          | Штефан Русу                                | Румыния                                    | Поражение                                  | 1-5                                        | -3                                         | -7                                         | 9:00                                       |

После игр оставил карьеру в большом спорте. Пытался в 1983 году вернуться в спорт, чтобы принять участие в Олимпийских играх 1984 года, однако сломал ногу, и это поставило крест на его надеждах.
По первой профессии водитель, затем стал тренером в борцовском клубе Sparta,  тренировал в клубе Starke команду по футболу.
С 1976 года жил в Лидчёпинге.